# Жилин, Борис Алексеевич
Борис Алексеевич Жилин (4 августа 1900, Котельнич, Вятская губерния — 1968, Москва) — генерал-майор Советской Армии, участник Гражданской и Великой Отечественной войн.

## Биография

Могила Жилина на Преображенском кладбище Москвы.

Борис Алексеевич Жилин родился 4 августа 1900 года в городе Котельнич (ныне — Кировская область). В 1918 году пошёл на службу в Рабоче-Крестьянскую Красную Армию. Участвовал в боях Гражданской войны. После её окончания продолжил службу в частях инженерных войск Красной Армии. Начальный период Великой Отечественной войны служил на должности заместителя начальника инженерных войск 15-й армии Дальневосточного фронта.
С июня 1942 года — на фронтах Великой Отечественной войны, воевал заместителем начальника, начальником инженерных войск 3-й армии Белорусского и 1-го Белорусского фронтов. На этих должностях организовывал боевую деятельность инженерных войск армии во время освобождения Белорусской ССР и Польши, боях в Германии, в том числе Берлинской операции. 15 сентября 1943 года Жилину было присвоено воинское звание генерал-майора инженерных войск.
После окончания войны Жилин продолжил службу в Советской Армии. В 1951—1955 годах возглавлял инженерные войска Воздушно-десантных войск СССР. В феврале 1955 года Жилин по болезни был уволен в запас. Проживал в Москве. Умер в 1968 году, похоронен на Преображенском кладбище Москвы.
Был награждён орденом Ленина, пятью орденами Красного Знамени, орденами Кутузова 1-й степени (31.05.1945), Суворова 2-й степени и Красной Звезды, а также рядом медалей и иностранными наградами.